# Media de Cesàro
En matemáticas, la Media de Cesàro de una sucesión (an) son los términos de la sucesión (cn), dónde
{\displaystyle c_{n}={\frac {1}{n}}\sum _{i=1}^{n}a_{i}}
Es la media aritmética de los primeros n elementos de (an).  
 Este concepto fue nombrado por el matemático italiano Ernesto Cesàro (1859 - 1906).

## Propiedades
Un resultado básico 

dice que si 
{\displaystyle \lim _{n\to \infty }a_{n}=A}
entonces
{\displaystyle \lim _{n\to \infty }c_{n}=A.}
Esto quiere decir que la media de Cesàro preserva sucesiones convergentes y su límite. Si la sucesión de la media de Cesàro es convergente, se dice que la serie es Cesàro sumable.  Existen varios ejemplos de sucesiones que su media de Cesàro converge, pero la sucesión original no lo hace: por ejemplo con la sucesión:
{\displaystyle a_{n}=(-1)^{n}\,}
tenemos una sucesión divergente, pero la media tiene límite 0.
Una generalización de la media de Cesàro es el teorema de Stolz-Cesàro.
La media de Riesz ideada por M. Riesz es un método de sumabilidad similar mucho más poderoso pero similar.